# Saint-Brice (Orne)
Pour les articles homonymes, voir Saint-Brice.
Saint-Brice, parfois nommée Saint-Brice-en-Passais, est une commune française, située dans le département de l'Orne en région Normandie, peuplée de 149 habitants.

## Géographie
La commune est située dans le Domfrontais dans le pays de Passais, pays du Bocage normand. Son bourg est à 5 km au sud de Domfront, à 13 km au nord-est de Passais, à 19 km au nord d'Ambrières-les-Vallées et à 22 km à l'ouest de Bagnoles-de-l'Orne.
| Domfront-en-Poiraie (comm. dél. de Domfront), Torchamp | Domfront-en-Poiraie (comm. dél. de Domfront) | Domfront-en-Poiraie (comm. dél. de Domfront)          |
| Torchamp                                               | Saint-Brice                                  | Domfront-en-Poiraie (comm. dél. de Domfront), Avrilly |
| Torchamp                                               | Ceaucé                                       | Avrilly                                               |

### Hydrographie
La commune est située dans le bassin Loire-Bretagne. Elle est drainée par le Bazeille et le ruisseau de Bavaux,,.
Le Bazeille, d'une longueur de 11 km, prend sa source dans la commune de Juvigny Val d'Andaine et se jette  dans la Varenne en limite de Torchamp et de Domfront en Poiraie, face à Saint-Mars-d'Égrenne, après avoir traversé cinq communes. 

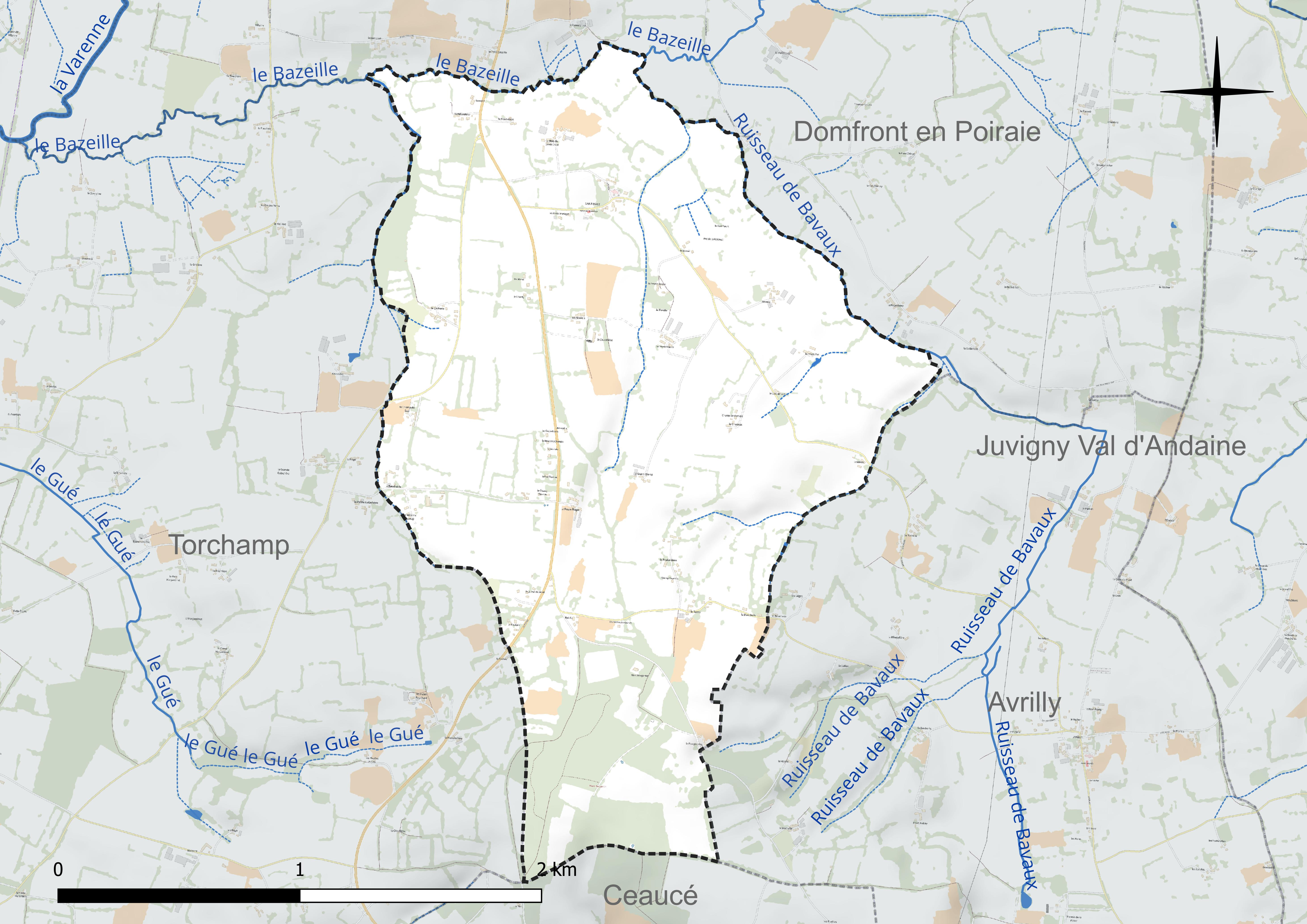
Réseau hydrographique de Saint-Brice.

### Climat
Pour des articles plus généraux, voir Climat de la Normandie et Climat du Val-d'Oise.
En 2010, le climat de la commune est de type climat océanique altéré, selon une étude du CNRS s'appuyant sur une série de données couvrant la période 1971-2000. En 2020, Météo-France publie une typologie des climats de la France métropolitaine dans laquelle la commune est exposée à un climat océanique et est dans la région climatique Normandie (Cotentin, Orne), caractérisée par une pluviométrie relativement élevée (850 mm/a) et un été frais (15,5 °C) et venté. Parallèlement le GIEC normand, un groupe régional d’experts sur le climat, différencie quant à lui, dans une étude de 2020, trois grands types de climats pour la région Normandie, nuancés à une échelle plus fine par les facteurs géographiques locaux. La commune est, selon ce zonage, exposée à un « climat contrasté des collines », correspondant au Bocage normand, bien arrosé, voire très arrosé sur les reliefs les plus exposés au flux d’ouest, et frais en raison de l’altitude.
Pour la période 1971-2000, la température annuelle moyenne est de 10,7 °C, avec une amplitude thermique annuelle de 13,1 °C. Le cumul annuel moyen de précipitations est de 853 mm, avec 13,6 jours de précipitations en janvier et 7,5 jours en juillet. Pour la période 1991-2020, la température moyenne annuelle observée sur la station météorologique la plus proche, située sur la commune  à 5 400 km à vol d'oiseau, est de 0,0 °C et le cumul annuel moyen de précipitations est de 0,0 mm,. Pour l'avenir, les paramètres climatiques de la commune estimés pour 2050 selon différents scénarios d’émission de gaz à effet de serre sont consultables sur un site dédié publié par Météo-France en novembre 2022.

## Urbanisme

### Typologie
Au 1er janvier 2024, Saint-Brice est catégorisée commune rurale à habitat très dispersé, selon la nouvelle grille communale de densité à sept niveaux définie par l'Insee en 2022.
Elle est située hors unité urbaine. Par ailleurs la commune fait partie de l'aire d'attraction de Domfront en Poiraie, dont elle est une commune de la couronne,. Cette aire, qui regroupe 8 communes, est catégorisée dans les aires de moins de 50 000 habitants,.

### Occupation des sols
L'occupation des sols de la commune, telle qu'elle ressort de la base de données européenne d’occupation biophysique des sols Corine Land Cover (CLC), est marquée par l'importance des territoires agricoles (92 % en 2018), une proportion identique à celle de 1990 (92 %). La répartition détaillée en 2018 est la suivante : 
prairies (60,4 %), zones agricoles hétérogènes (31,5 %), forêts (8 %). L'évolution de l’occupation des sols de la commune et de ses infrastructures peut être observée sur les différentes représentations cartographiques du territoire : la carte de Cassini (XVIIIe siècle), la carte d'état-major (1820-1866) et les cartes ou photos aériennes de l'IGN pour la période actuelle (1950 à aujourd'hui).

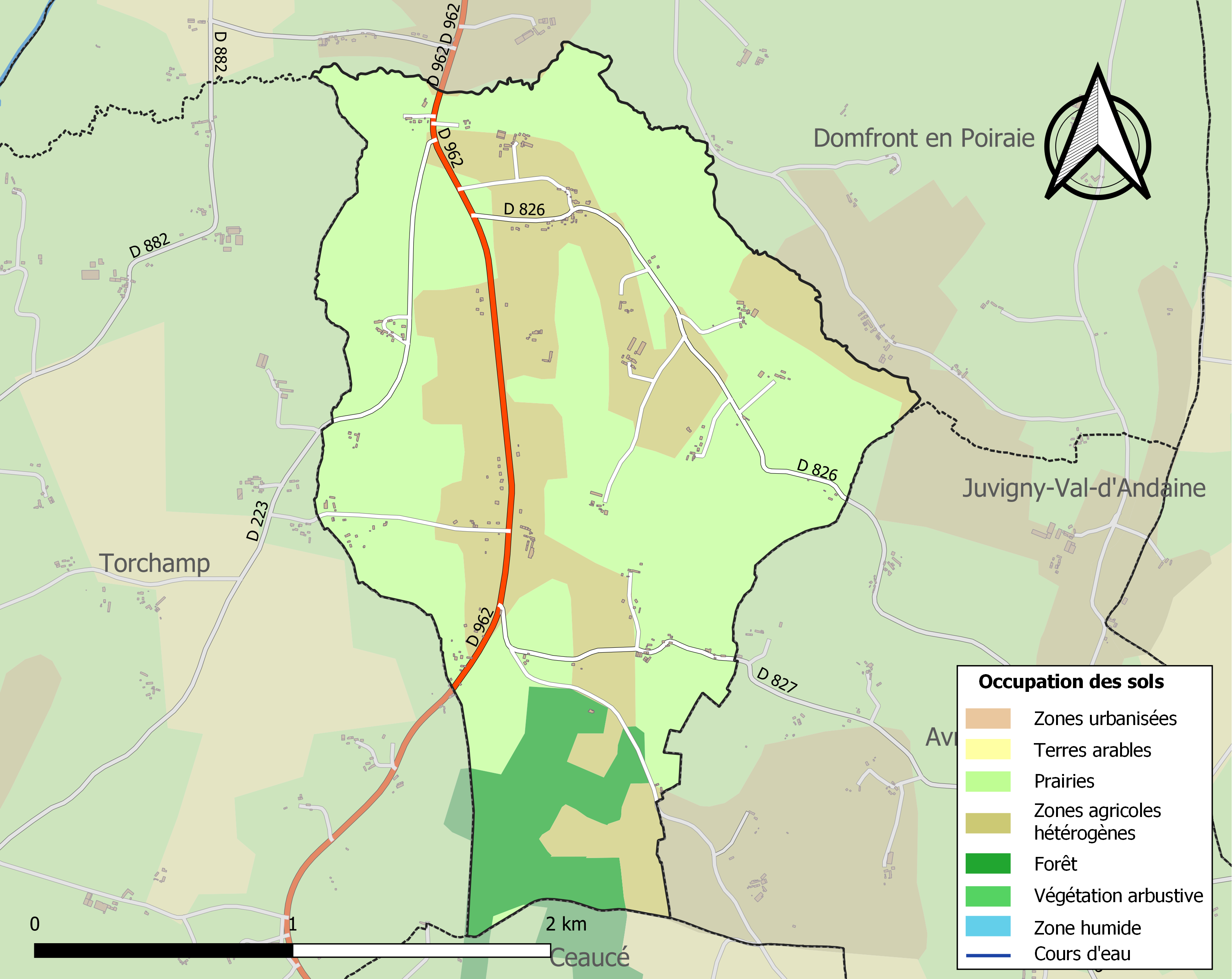
Carte des infrastructures et de l'occupation des sols de la commune en 2018 (CLC).

## Toponymie
L'hagiotoponyme de la localité est attesté sous la forme Sanctus Brictius vers 1271.
La paroisse  et son église peuvent être dédiées à Brice, évêque de Tours au Ve siècle, ou, comme l'autre Saint-Brice ornais, à un moine du même nom de l'abbaye Saint-Mesmin de Micy venu en ermite dans le diocèse de Séez au VIe siècle.

## Politique et administration
| Période                                  | Période   | Identité      | Étiquette | Qualité                                                        |
| ---------------------------------------- | --------- | ------------- | --------- | -------------------------------------------------------------- |
| 1977                                     | mars 2008 | Paul Beaudet  | SE        | Chauffeur de bus, puis retraite                                |
| mars 2008                                | En cours  | Serge Costard | SE        | Directeur des services techniques en collectivité territoriale |
| Les données manquantes sont à compléter. |           |               |           |                                                                |

Le conseil municipal est composé de onze membres dont le maire et deux adjoints.

## Démographie
L'évolution du nombre d'habitants est connue à travers les recensements de la population effectués dans la commune depuis 1793. Pour les communes de moins de 10 000 habitants, une enquête de recensement portant sur toute la population est réalisée tous les cinq ans, les populations de référence des années intermédiaires étant quant à elles estimées par interpolation ou extrapolation. Pour la commune, le premier recensement exhaustif entrant dans le cadre du nouveau dispositif a été réalisé en 2005.
En 2022, la commune comptait 149 habitants, en évolution de −3,87 % par rapport à 2016 (Orne : −3,21 %, France hors Mayotte : +2,11 %).
Au premier recensement républicain, en 1793, Saint-Brice comptait 521 habitants, population jamais atteinte depuis.
| 1793 | 1800 | 1806 | 1821 | 1831 | 1836 | 1841 | 1846 | 1851 |
| ---- | ---- | ---- | ---- | ---- | ---- | ---- | ---- | ---- |
| 521  | 365  | 437  | 421  | 410  | 405  | 388  | 360  | 382  |

| 1856 | 1861 | 1866 | 1872 | 1876 | 1881 | 1886 | 1891 | 1896 |
| ---- | ---- | ---- | ---- | ---- | ---- | ---- | ---- | ---- |
| 328  | 317  | 314  | 287  | 313  | 291  | 264  | 243  | 237  |

| 1901 | 1906 | 1911 | 1921 | 1926 | 1931 | 1936 | 1946 | 1954 |
| ---- | ---- | ---- | ---- | ---- | ---- | ---- | ---- | ---- |
| 238  | 237  | 225  | 195  | 207  | 212  | 194  | 191  | 170  |

| 1962 | 1968 | 1975 | 1982 | 1990 | 1999 | 2005 | 2006 | 2010 |
| ---- | ---- | ---- | ---- | ---- | ---- | ---- | ---- | ---- |
| 167  | 136  | 128  | 156  | 203  | 173  | 151  | 149  | 168  |

| 2015 | 2020 | 2022 | - | - | - | - | - | - |
| ---- | ---- | ---- | - | - | - | - | - | - |
| 158  | 149  | 149  | - | - | - | - | - | - |

## Lieux et monuments
- Logis de la Cousinière, du XIIIe siècle, inscrit au titre des Monuments historiques depuis le 21 février 1974[29].
- Église Saint-Brice, du XVe siècle.
- Mont Margantin, connu, selon la tradition, comme un lieu de sabbat[30].